# لوسينزو

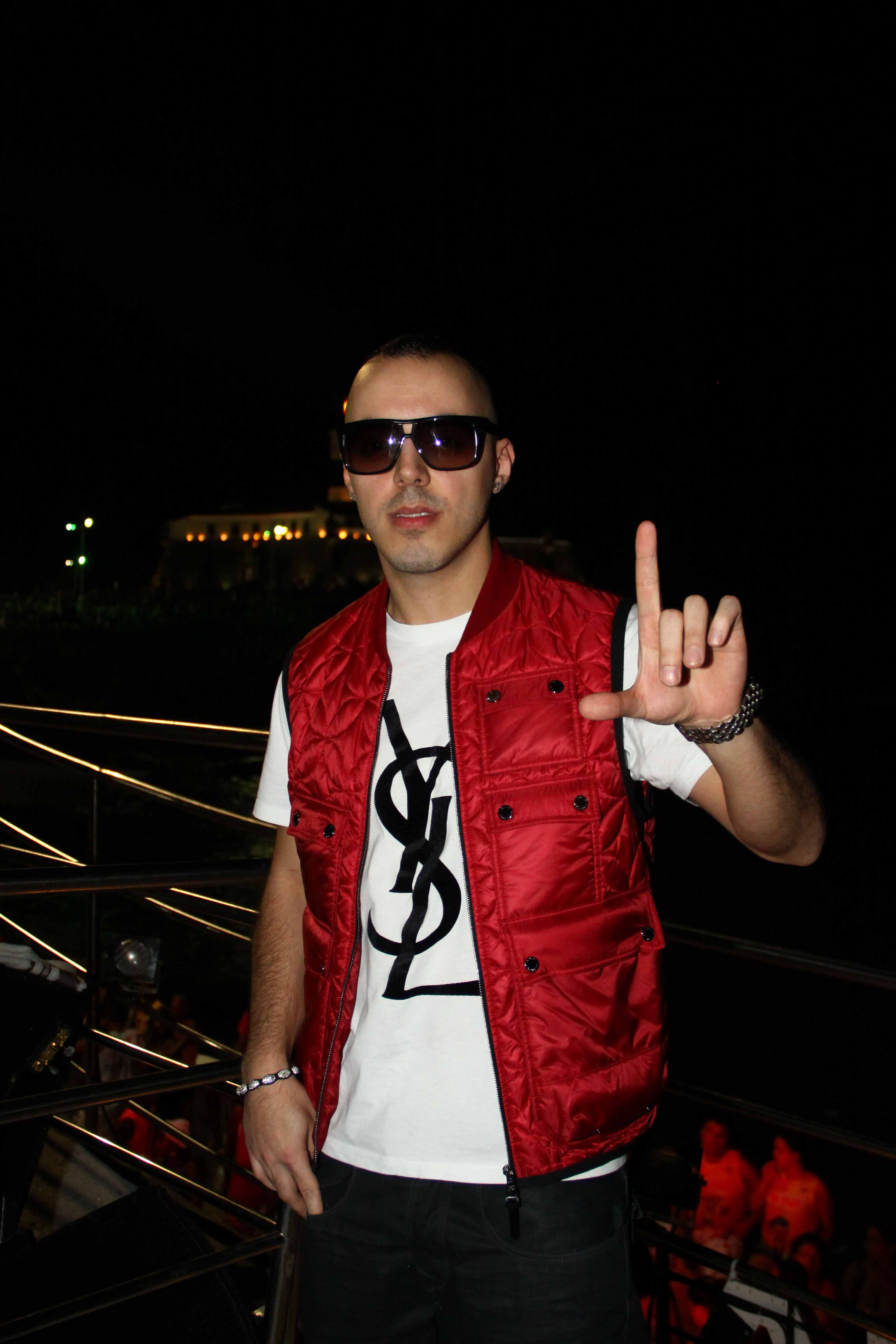
لوسينزو في مهرجان باهيا عام 2012

لويس فيليبي فراغا أوليفيرا (Luís Filipe Fraga Oliveira) يعرف أكثر باسمه المستعار لوسينزو (Lucenzo) هو مغني وفنان تسجيلات و منتج فرنسي_برتغالي من مواليد 27 ماي 1983.

## روابط خارجية
- لوسينزو على موقع ميوزك برينز (الإنجليزية)
- لوسينزو على موقع ديسكوغز (الإنجليزية)